# ألان براون (كاتب سيناريو)
ألان براون (بالإنجليزية: A. Whitney Brown)‏ (و. 1952  م) هو كاتب سيناريو، وصحفي أمريكي، ولد في شارلوت.

## جوائز
حصل على جوائز منها:

جائزة إيمي

## وصلات خارجية
- ألان براون على موقع IMDb (الإنجليزية)
- ألان براون على موقع إن إن دي بي (الإنجليزية)
- ألان براون على موقع قاعدة بيانات الفيلم (الإنجليزية)

- ألان براون في قاعدة بيانات الأفلام على الإنترنت